# Hydropeza milleri
Hydropeza milleri är en tvåvingeart som beskrevs av Sinclair och Mclellan 2004. Hydropeza milleri ingår i släktet Hydropeza och familjen dansflugor. Inga underarter finns listade i Catalogue of Life.